# الأحوص
عبد الله بن محمد بن عبد الله بن عاصم بن ثابت الأنصاري، من شعراء العصر الأموي، توفي ب دمشق سنة 105 هـ/723 م، من بني ضبيعة، لقب بالأحوص لضيق في عينه، شاعر إسلامي أموي هجّاء، صافي الديباجة، من طبقة جميل بن معمر ونصيب، وكان معاصرا لجرير والفرزدق. من سكان المدينة، وفد على الوليد بن عبد الملك في دمشق الشام فأكرمه ثم بلغه عنه ما ساءه من سيرته فرده إلى المدينة وأمر بجلده فجلد ونفي إلى دهلك وهي جزيرة بين اليمن والحبشة، كان بنو أمية ينفون إليها من يسخطون عليه.
بقي بها إلى ما بعد وفاة عمر بن عبد العزيز وأطلقه يزيد بن عبد الملك، فقدم دمشق وعاش بها بقية حياته وكان حماد الراوية يقدمه في النسيب على شعراء زمنه.

## من شعره
من شعره: